# Orkla (azienda)
La Orkla ASA è un'azienda norvegese con sede a Oslo che opera principalmente nel settore alimentare.

## Storia
La Orkla venne fondata nel 1654. Fino al ventesimo secolo compreso, operava nei settori minerario e ferroviario. Il luglio 2017, la Norsk Hydro annunciò l'acquisizione per 3.2 miliardi di dollari del 50% che non possiede in Sapa Group, una joint venture con 22.400 dipendenti, quota che prima apparteneva alla Orkla.